# 셧 인
《셧 인》(영어: Shut In)는 2022년에 개봉한 미국의 스릴러 영화이다.
 D.J. 카루소가 감독을 멜라니 토스트가 각본을 맡았다.
 미국은 2022년 2월 10일에 대한민국은 2022년 5월 26일에 개봉되었다.

## 줄거리
돌아가신 할머니의 오래된 집을 정리하고 떠나려던 제시카

그러나 마약 중독자인 전 남편과 그 친구 새미가 찾아오고

남편에게 2평 남짓한 창고안에 갇히게 된 제시카

남편의 친구 새미는 아이들을 위협하기 시작하는데...

## 출연진

### 주연
- 레이니 퀄리 - 제시카 역

### 조연
- 제이크 호로비츠 - 롭 역
- 루시아나 밴데트 - 레이니 역
- 빈센트 갈로 - 새미 역